# MOUNTAIN TOP
『MOUNTAIN TOP』（マウンテン・トップ）は、1990年4月25日に東芝EMIから発売された、VOW WOWの6枚目となるオリジナル・アルバム。

## 概要
プロデューサーとして、ボブ・エズリンが参加した。
ボブ・エズリンと共にアメリカ合衆国のロサンゼルスで本作を制作したが、アメリカでの契約が得られなかったため、VOW WOWは解散した。
2006年9月6日に東芝EMIより再発売した。
2011年5月25日には、Blu-spec CD仕様で再発売した。

## 収録曲
（全作詞（特記以外）：デイビット・エズリン、全作曲（特記以外）：山本恭司）
1. Mountain Top
2. In the Beginning
  - インストゥルメンタル曲。
3. Black Out
4. Move to the Music
  - 作詞：ボブ・エズリン、デイビット・エズリン / 作曲：マーク・スローター（英語版）、デイナ・ストラム（英語版）
5. Love Someone
  - 作詞：デイビット・エズリン、ジョン・J・スタンレー
6. The Children
  - インストゥルメンタル曲。
7. Speed
  - 作曲：山本恭司、新美俊宏
8. Love Lies
  - 作詞：デイビット・エズリン、ジョナ・パシュビー
9. In the Night
10. So Far, So Good
11. I've Thrown It All Away
12. The Chosen Few
13. I Want You
14. Tell Me
  - 作詞：アレックス ・スペンス
15. I'm Gonna Sing the Blues
  - 作詞：ジョン・ピアソン、人見元基